# Mientje ten Dambrug
Mientje ten Dambrug is een brug in de wijk Slotermeer in Amsterdam Nieuw-West.

## Brug
Ze werd in 1959/1960 gelegd in het verlengde van de Burgemeester Eliasstraat over een afwateringstocht naar de Haarlemmerweg. Het ontwerp van deze brug is van Peter Pennink in samenwerking met de Dienst der Publieke Werken. Hij kwam met een brug met het uiterlijk van een cantileverbrug (eenzijdige ophanging, de betonnen overspanning naar het noorden toe wordt steeds dunner). De brug sloot voor fietsers keurig aan op het fietspad behorende bij de Haarlemmerweg. Het voetpad, wel als gescheiden pad op de brug aangelegd, hield direct ten noorden van de brug op; het voetpad eindigde in grasland.
In het seizoen 2019/2020 vonden er grootscheepse werkzaamheden plaats aan de Haarlemmerweg; verzakkingen moesten verholpen worden en ook de status veranderde. Dit gaf de gelegenheid ook deze brug aan te passen. Ze kreeg nieuwe leuningen, die qua ontwerp aansloten bij de ontwerp van brug 2322, brug 2323, brug 2324 en bruggen 2363 en 2364, die laatste twee nieuwe bruggen aan de overzijde van de Haarlemmerweg. Ze was daarna een doorgaande route voor voetgangers en fietsers naar de daar gelegen sportvelden.

## Naamgeving
In mei 2016 werd de brug officieel vernoemd naar de verzetsstrijdster Henriëtte Pimentel.  Op 3 december 2021 werd besloten na instemming van stadsdelen Oost, Nieuw-West en het gemeentebestuur om de naam van de brug over te hevelen van Nieuw-West naar de brug 265 in Oost: dichter in de buurt van de Hollandsche Schouwburg.
Op 29 november 2022 besloot de gemeente Amsterdam de brug opnieuw te vernoemen naar een verzetsstrijder; Mientje ten Dam-Pooters.

## Afbeeldingen

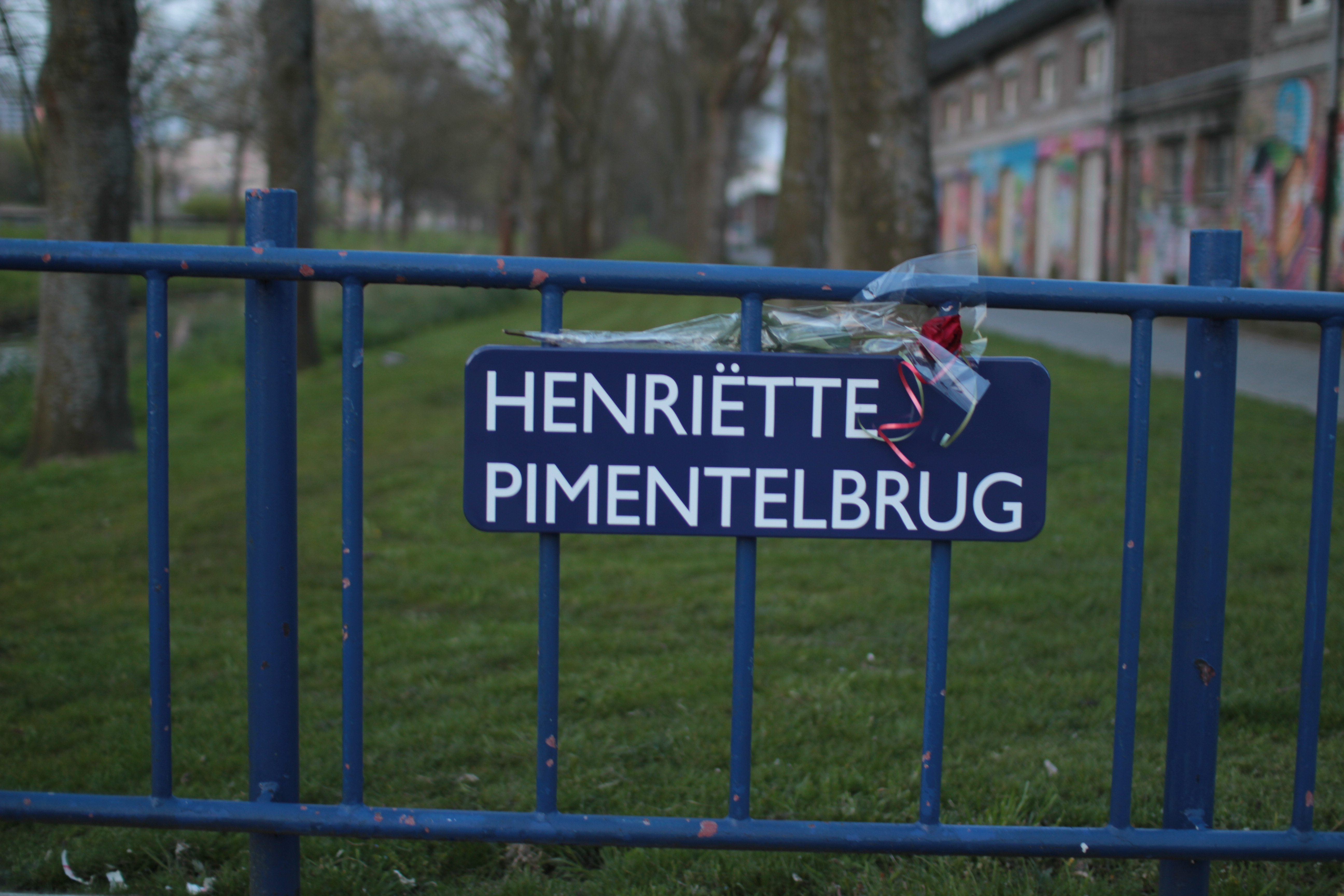
Het naambordje, 4 mei 2016
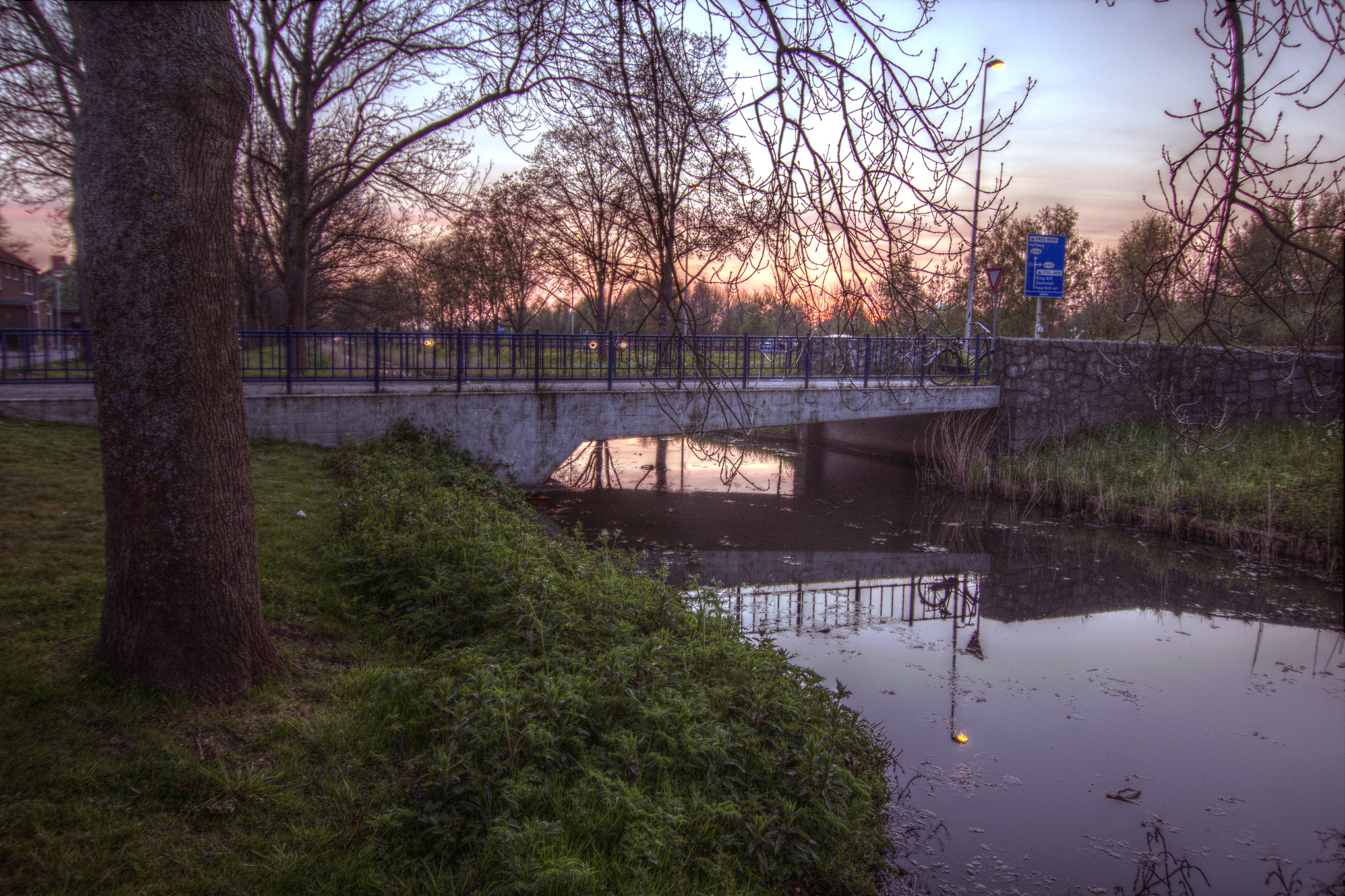
De Henriëtte Pimentelbrugbrug gezien naar het westen, mei 2016
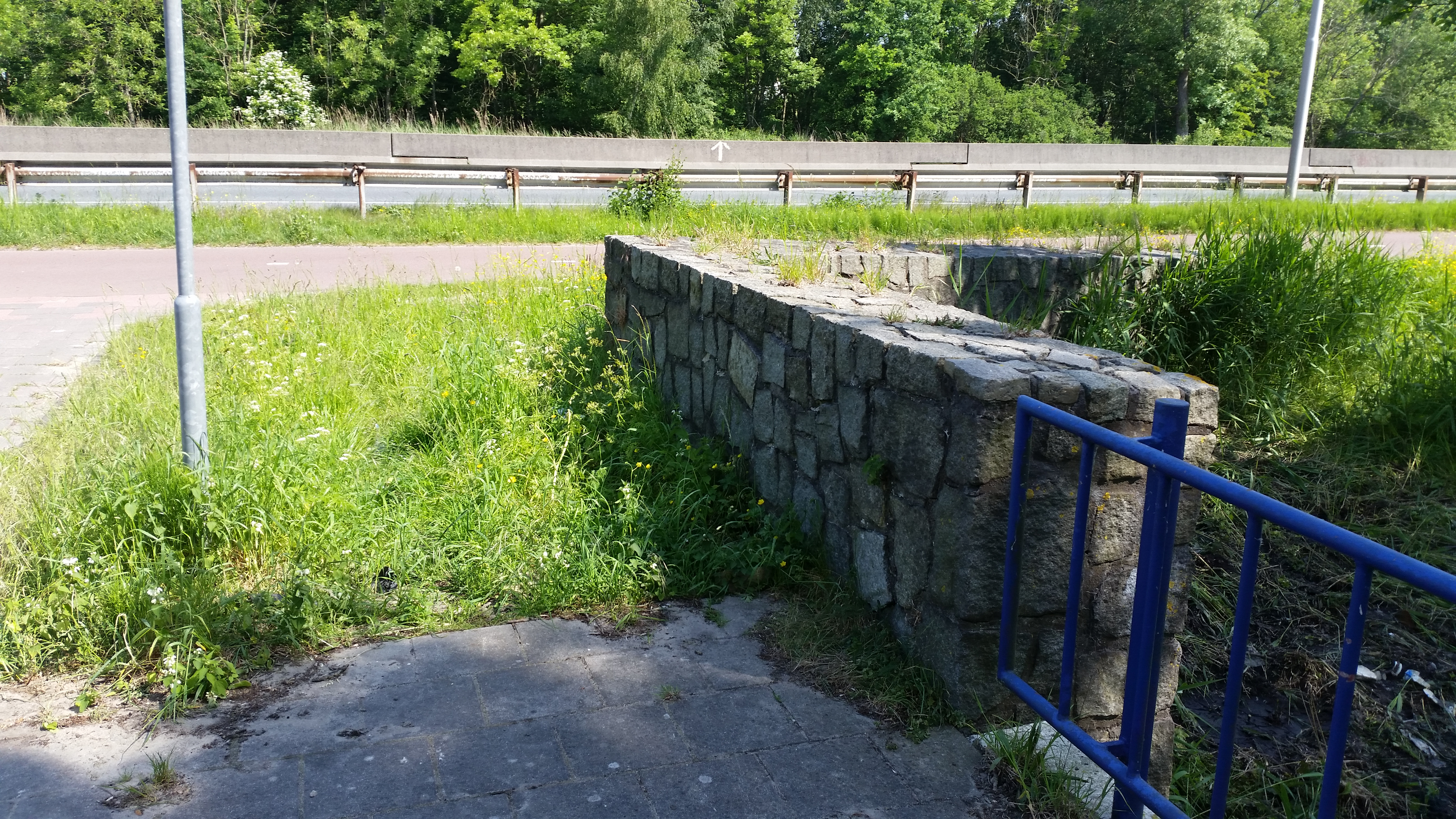
Doodlopend voetpad, mei 2018
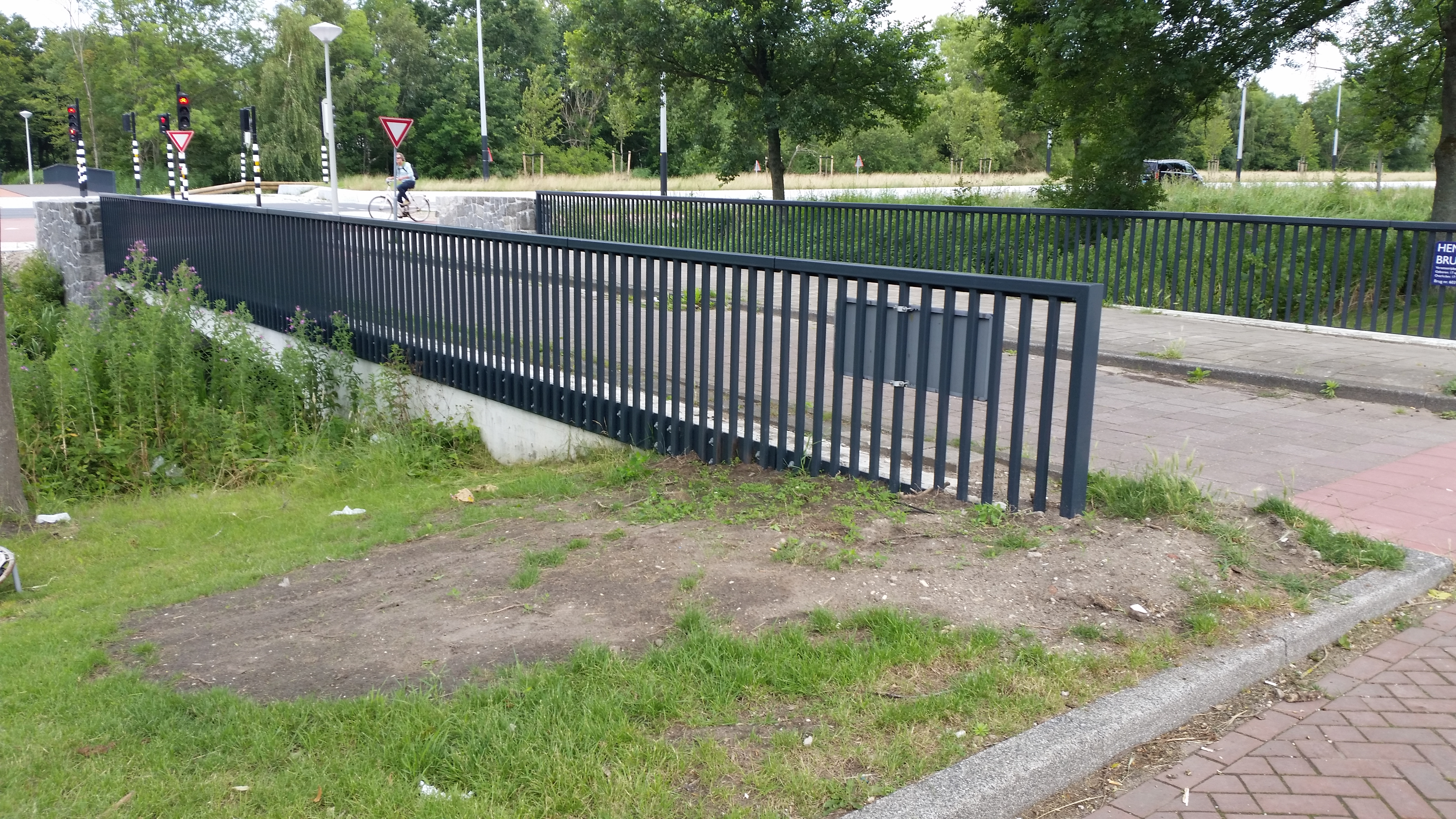
Nieuwe leuning (juli 2020)
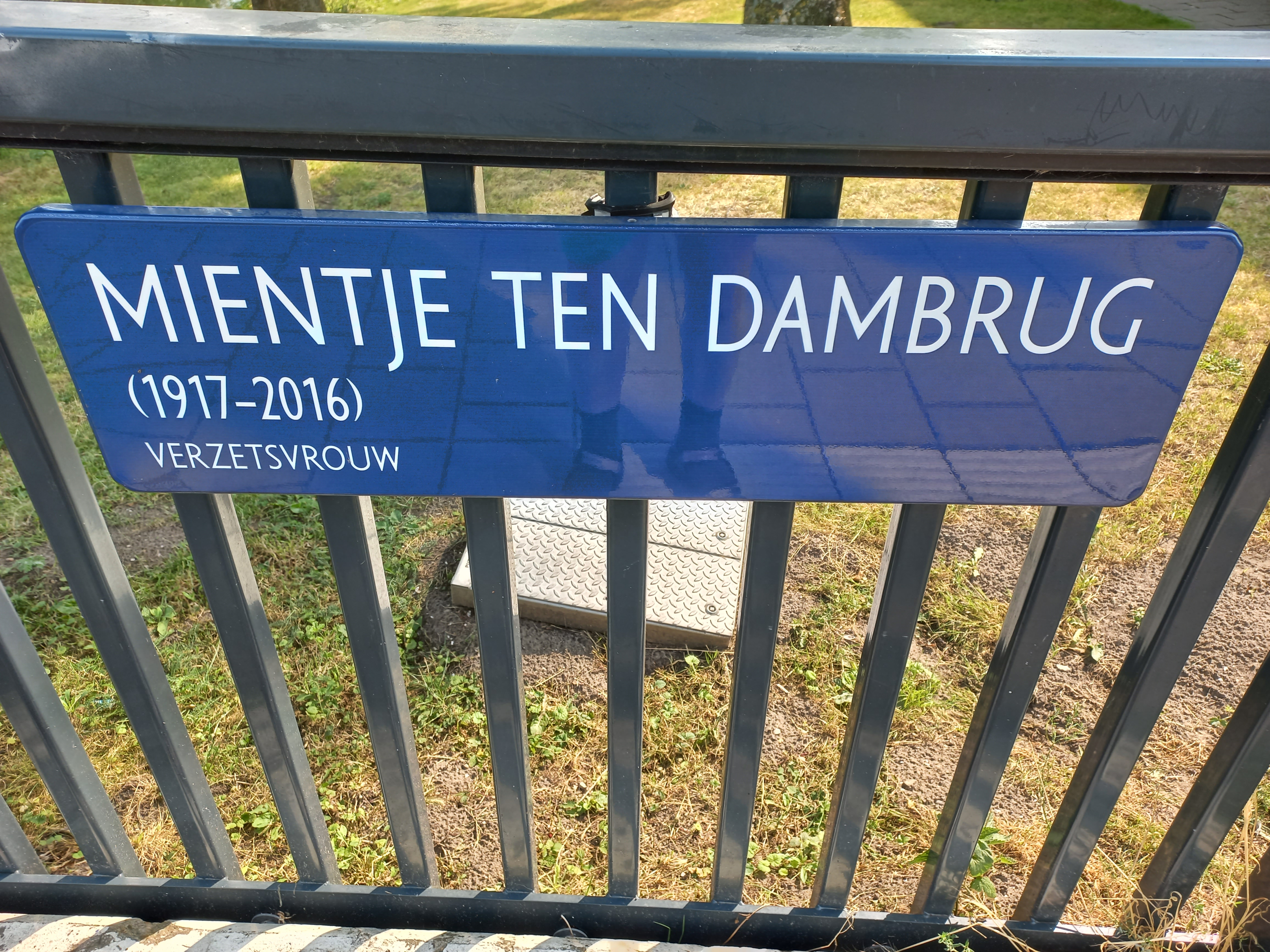
Bord Mientje ten Dambrug (augustus 2024)

<<< · 600 · 601 · 602 · 603 · 604 · 605 · 606 · 607 · 608 · 609 · 610 · 611 · 612 · 613 · 614 · 615 · 616 · 617 · 618 · 619 · 620 · 621 · 622 · 623 · 624 · 626 · 627 · 628 · 629 · 630 · 631 · 632 · 633 · 634 · 635 · 636 · 637 · 638 · 639 · 643 · 651 · 652 · 653 · 655 · 656 · 657 · 658 · 659 · 660 · 661 · 662 · 663 · 664 · 665 · 666 · 667 · 668 · 669 · 670 · 671 · 673 · 674 · 675 · 676 · 677 · 678 · 679 · 681 · 682 · 683 · 684 · 685 · 687 · 688 · 689 · 690 · 691 · 692 · 695 · 696 · 699 · >>>
Verdwenen brugnummers: 625 (afgebroken brug Sam van Houtenstraat), 640, 644, 645, 646, 647, 648, 650, 672 (duiker Cornelis Lelylaan, Rembrandtpark), 694, 698.
Nooit gebouwd: 649, 680 (nooit gebouwde brug Sloterplas).
Brugnummers 641, 642, 654, 686, 693, 694 en 697 zijn onbekend.